# Conyers
Conyers település az Amerikai Egyesült Államok Georgia államában, Rockdale megyében, melynek megyeszékhelye is. Lakosainak száma 17 305 fő (2020. április 1.).

## Népesség
A település népességének változása:
| Lakosok száma | 13 941 | 15 195 | 17 305 |
|               | 2009   | 2010   | 2020   |